# Samuel Warren (jurist)
Samuel Warren, född den 23 maj 1807 i Wales, död den 29 juli 1877 i London, var en engelsk romanförfattare och rättslärd. 
Warren studerade först medicin, därefter juridik och uppträdde från 1831 med framgång som praktiserande advokat. Han utnämndes 1851 till queen's counsel (kronoadvokat), blev 1853 juris hedersdoktor i Oxford samt förordnades 1854 till recorder (ordförande i brottmålsdomstolen) i Hull och 1859 till en av de två masters in lunacy (domare i mål rörande vansinne). Åren 1856–59 representerade Warren valkretsen Medhurst i underhuset. 
Warren utgav åtskilliga beaktansvärda juridiska arbeten, men blev mera känd genom sina (ursprungligen i "Blackwood's Magazine" införda) noveller. Hans Passages from the diary of a late physician (1832–38; "En läkares memoirer", 1834), korta och hemska verklighetsbilder, väckte stort uppseende och än mera hans roman Ten thousand a year (1841; "Tio tusen pund om året", 1861), som präglade sig kraftigt in i allmänhetens minne. Hans följande berättelser slog vida mindre an. En folkupplaga av hans vittra arbeten utgavs i 18 band 1853–55.